# Странский, Йозеф
Йозеф Странский (чеш. Josef Stránský; 9 сентября 1872, Гумполец, ныне край Высочина, Чехия — 6 марта 1936, Нью-Йорк) — немецко-американский дирижёр чешского происхождения.

## Биография
Учился медицине, затем предпочёл этому музыкальную карьеру, занимался в Праге под руководством Антонина Дворжака и Зденека Фибиха.
Начал дирижёрскую карьеру в Немецкой опере в Праге в 1898 году. В 1903—1910 гг. работал в Гамбурге, одновременно выступал как приглашённый дирижёр с различными оркестрами Германии — в том числе с Блютнер-оркестром (в историю вошёл концерт оркестра под управлением Странского 15 декабря 1910 г., когда по инициативе Рихарда Штрауса была впервые исполнена симфоническая поэма Эдгара Вареза «Бургундия»).
В 1911 г. после смерти Густава Малера Странский был приглашён возглавить Нью-Йоркский филармонический оркестр, что вызвало довольно единодушные отрицательные отзывы американской музыкальной прессы, расценившей эту замену как совершенно неравноценную; по сообщению «Нью-Йорк Таймс» со ссылкой на берлинские источники, в качестве предпочтительных кандидатур музыкальная общественность рассматривала Оскара Фрида (которого сам Малер желал видеть своим преемником), Густава Брехера и Бруно Вальтера, а выбор Странского было обусловлен его личным благосостоянием, в силу которого он согласился на значительно меньшую оплату. Двенадцатилетняя работа Странского с оркестром не завоевала ему авторитета: подводя итоги этой работы, музыкальный обозреватель журнала «American Mercury» Д. У. Синклер писал: «Негодный дирижёр испытывает в своей карьере куда больше неприятного, чем обычно думают. Он не несёт ответственности, в артистическом смысле слова, перед музыкантами: лишь бы работодатели были довольны. Но действительные неприятности начинаются тогда, когда ему приходится работать со своими оркестрантами. То, на что он сам неспособен, должно быть сотворено ими — и часто ими делается». Тем не менее, как отмечает Джозеф Горовиц, в период руководства Странского оркестр заметно расширил свою деятельность: в первый же свой сезон Странский дал 84 концерта (его предшественник Малер дал 101 за два сезона), были учреждены специальные концерты для молодёжи, во главе со Странским оркестр осуществил в 1917 году свои первые аудиозаписи.
После того, как в 1921 г. в состав Нью-Йоркского филармонического оркестра влился работавший в том же городе Национальный симфонический оркестр, во главе которого стоял Виллем Менгельберг, сезон 1922/1923 гг. Странский и Менгельберг разделили между собой; не выдержав этой конкуренции, Странский в 1923 году покинул оркестр и вообще оставил дирижёрскую карьеру.
Последние годы жизни Йозеф Странский посвятил изобразительному искусству. В качестве младшего партнёра нью-йоркской художественной галереии Уилденстайна он выступал экспертом по живописи Пабло Пикассо, активно занимался коллекционированием французской живописи, особенно импрессионистов и постимпрессионистов.
В ранний период жизни Странский эпизодически занимался композицией. Наиболее известная его работа — осуществлённая совместно с Вильгельмом Клеефельдом переделка оперы Гектора Берлиоза «Беатриса и Бенедикт» (поставлена в 1913 году в Лейпциге).

## Интересные факты
В 1902 году Йозеф Странский в одном из берлинских баров познакомился с девушкой и обещал ей прислать билет в оперу, однако не сделал этого. Разыскивая его и неотчётливо расслышав его фамилию, девушка написала письмо с напоминанием Рихарду Штраусу, чья ревнивая жена перехватила это письмо, пришла в ярость и потребовала развода. Спустя много лет на основе этого эпизода Штраус написал комическую оперу «Интермеццо».
Йозефу Странскому посвящена «Балетная сюита» соч. 130 Макса Регера (1913).